# Pietro Antonio Sorisene
Pietro Antonio Sorisene  est un peintre italien de la période baroque actif vers 1683 à Brescia au XVIIe siècle.

## Œuvres
- Quadratures avec la profonde perspective de la nef de l'église Sainte Agathe à Brescia. (1683)[1]
- Fresques de l'église San Giorgio (1671) de Brescia[2].